# Ендру Шеридан
Ендру Шеридан (енгл. Andrew Sheridan; 1. новембар 1979) бивши је професионални енглески рагбиста и један од најснажнијих рагбиста свих времена.

## Биографија
Висок 195цм и тежак 125кг, Шеридан је играо у мелеу (енгл. Scrum) и прву и другу и трећу линију, али ипак примарна његова позиција је стуб (енгл. Loosehead prop). Шеридан је дизао 225кг на вежби бенч прес (енгл. Bench press) и 275кг на чучњу и један је од најјачих рагбиста у историји. Ендру Шеридан је одиграо 128 утакмица и постигао 8 есеја за Сејл Шаркс. 2012. Шеридан је прешао у Рагби клуб Тулон и до завршетка каријере одиграо 44 утакмице. За рагби јунион репрезентацију Енглеске Шеридан је одиграо 40 тест мечева.